# 2K China
2K China es una subsidiaria de Take-Two Interactive.

## Historia
2K China es un equipo chino y desarrollador de videojuegos fundado en 2006 por Take-Two Interactive. Su proyecto es localizar los juegos para el mercado chino, y hacer el port de juegos a otras plataformas, así como ayudar a las otras 2K en Nueva York, en el desarrollo conjunto de otros títulos y de investigación original.
Su título más reciente como desarrollador y co-desarrollador es NHL 2K11 para (iPhone).